# Europese kampioenschappen judo 1975 (vrouwen)
De Europese kampioenschappen judo 1975 waren de eerste officiële editie voor vrouwen van dit toernooi en werden op 12 en 13 december 1975 gehouden in München, West-Duitsland.

## Resultaten
| Gewichtsklasse | Goud              | Zilver            | Brons                               |
| -------------- | ----------------- | ----------------- | ----------------------------------- |
| – 48 kg        | Edith Hrovat      | Teresa Campos     | Sylvie Lecocq Ann Löf               |
| – 52 kg        | Christiane Herzog | Mileva Vasić      | Hennie Matteman Gerda Winklbauer    |
| – 56 kg        | Sigrid Happ       | Franka Luzzi      | Jutta Reifgraber Maggy Callu        |
| – 61 kg        | Martine Rottier   | Marie-France Mill | Yvonne Wringer Kathy Nicol          |
| – 66 kg        | Paulette Fouillet | Jocelyne Triadou  | Laura Di Toma Cornelia Weiß         |
| – 72 kg        | Catherine Pierre  | Rebecca Küttner   | Geraldine Harmon Ellen Cobb         |
| + 72 kg        | Christine Child   | Margherita De Cal | Margaret McKenna Christiane Kieburg |
| Open           | Catherine Pierre  | Paulette Fouillet | Christiane Kieburg Laura Di Toma    |

## Medailleklassement
| Plaats | Land                     | Goud | Zilver | Brons | Totaal |
| 1      | Frankrijk                | 5    | 2      | 1     | 8      |
| 2      | Bondsrepubliek Duitsland | 1    | 1      | 3     | 5      |
| 3      | Verenigd Koninkrijk      | 1    | –      | 4     | 5      |
| 4      | Oostenrijk               | 1    | –      | 2     | 3      |
| 5      | Italië                   | –    | 2      | 2     | 4      |
| 6      | België                   | –    | 1      | 1     | 2      |
| 7      | Joegoslavië              | -    | 1      | –     | 1      |
| 7      | Spanje                   | –    | 1      | -     | 1      |
| 9      | Nederland                | -    | –      | 2     | 2      |
| 10     | Zweden                   | –    | –      | 1     | 1      |
|        | Totaal                   | 8    | 8      | 16    | 32     |